# 竹野雅人
竹野 雅人（たけの まさと、1966年9月23日 - ）は、日本の小説家。東京都出身。法政大学経営学部経営学科卒。

## 経歴
1986年、大学在学中に「正方形の食卓」で第5回海燕新人文学賞を受賞。1994年、『私の自叙伝前篇』で第16回野間文芸新人賞受賞。卒業後は東宝に入社。その後は作品発表はなく、東宝製作のテレビアニメなどに制作スタッフとして携わっている。

## 著作
- 『純愛映画 山田さん日記』福武書店、1989年 / 『山田さん日記』福武文庫、1996年
  - 純愛映画（『海燕』1988年11月号）
  - 山田さん日記（『海燕』1988年2月号）
  - 正方形の食卓（『海燕』1986年11月号）
- 『王様の耳』（福武書店）1991年
  - 大きくまわって、三回転半（『海燕』1989年8月号）
  - 王様の耳（『海燕』1991年7月号）
- 『私の自叙伝前篇』（講談社）1994年
  - 私の自叙伝前篇（『群像』1993年7月号）
  - 失っていく男（『群像』1991年2月号）
  - 新しき自分（『群像』1993年1月号）